# Anopinella rastafariana
Anopinella rastafariana là một loài bướm đêm thuộc họ Tortricidae. Loài này có ở Jamaica.
Chiều dài cánh trước là 7.5-8.5 mm.